# Сессаме
Сессаме (італ. Sessame, п'єм. Siam) — муніципалітет в Італії, у регіоні П'ємонт,  провінція Асті.
Сессаме розташоване на відстані близько 460 км на північний захід від Рима, 70 км на південний схід від Турина, 28 км на південь від Асті.
Населення — 277 осіб (2014).
Щорічний фестиваль відбувається 23 квітня. Покровитель — святий Юрій.

## Демографія
Населення за роками:

Станом на 1 січня 2023 року в муніципалітеті офіційно проживало 19 іноземців з 9 країн, серед них 10 громадян країн Євросоюзу та 1 громадянин України.

## Сусідні муніципалітети
- Бістаньо
- Кассінаско
- Монастеро-Борміда
- Понті
- Роккетта-Палафеа